# Giacomo Natoli
Giacomo Natoli Cardile (Messina, 1846 – Rome, 4 december 1896) was een edelman, officier en driemaal burgemeester van Messina, Sicilië, in het koninkrijk Italië.

## Levensloop
Zijn adellijke titel was baron van Sciliti tot Scaletta. Zijn ouders waren baron Giuseppe Natoli Gongora en barones Maria Cardile. Hij was hun enige zoon.
Natoli was cavalerie-officier in het leger van het jonge eengemaakte Italië. Hij vocht in Noord-Italië tegen Oostenrijk tijdens de Oostenrijks-Pruisische Oorlog, ook wel Duitse Broederoorlog genoemd. Deze oorlog was voor Italië belangrijk om het Oostenrijkse koninkrijk Lombardije-Venetië in het jonge Italië in te sluiten. Het was een deel van de Risorgimento.
Van opleiding was Natoli advocaat, zoals zijn vader, met een diploma rechtsgeleerdheid aan de universiteit Messina. Reeds als jonge advocaat zetelde Natoli in de gemeenteraad van Messina. 
Driemaal was Natoli burgemeester van Messina: 1886-1887; 1893-1893; 1894-1895. In 1886 was Natoli aangesloten bij de alliantie van zijn neef burgemeester-baron Ernesto Cianciolo en lukte het hem op die manier om zijn neef op te volgen op de burgemeestersstoel.
Natoli was voorzitter van de liefdadigheidsvereniging Croco d’Oro of Gouden Kruis. Met deze groep ging hij de strijd tegen de cholera aan in 1887. Aan deze ziekte was zijn vader bezweken twintig jaar eerder in 1867.
Hij overleed in 1896. Hij was ongehuwd. Op zijn graf op de stedelijke begraafplaats staat een buste.

## Onderscheidingen
Koning Vittorio Emanuele II van Italië verleende hem de volgende onderscheidingen:
- Grootofficier in de Orde van Sint-Mauritius en Sint-Lazarus
- Grootofficier in de Orde van de Italiaanse Kroon.

Vanuit Pruisen ontving hij voor zijn strijd op het slagveld het ereteken van Commandeur in de Kroonorde van Pruisen.

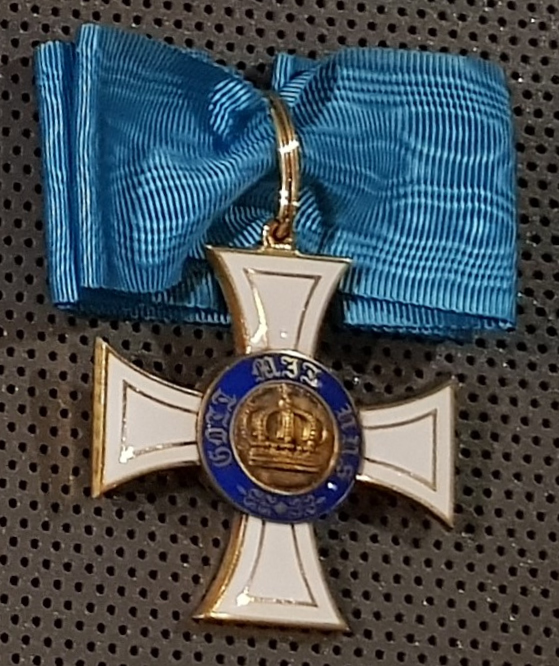
Commandeur Kroonorde (Pruisen)